# دده گاردنر
دده گاردنر (انگلیسی: Dede Gardner؛ زادهٔ ۱۶ اکتبر ۱۹۶۷) یک تهیه‌کننده اهل ایالات متحده آمریکا است.
وی در سال ۲۰۱۱ برای فیلم درخت زندگی و در سال ۲۰۱۴ برای فیلم ۱۲ سال بردگی برنده جایزه اسکار بهترین فیلم شده است.

## فیلم‌شناسی
- دویدن با قیچی (۲۰۰۶)
- Year of the Dog (۲۰۰۷)
- قلب قدرتمند (۲۰۰۷)
- ترور جسی جیمز به‌دست رابرت فورد بزدل (۲۰۰۷)
- The Time Traveler's Wife (۲۰۰۹)
- بخور، عبادت کن، عشق بورز (۲۰۱۰)
- درخت زندگی (۲۰۱۱)
- به آرامی بکش (۲۰۱۲)
- جنگ جهانی زد (۲۰۱۳)
- ۱۲ سال بردگی (۲۰۱۳)
- داستان واقعی (۲۰۱۴)
- سلما (۲۰۱۴)
- بیگ شورت (۲۰۱۵)
- سریال The OA (تلویزیون) (۲۰۱۶)[۱]
- The Lost City of Z (۲۰۱۶)
- War Machine (۲۰۱۶)
- معاون (فیلم) (۲۰۱۸)